# Adorigo
Adorigo es una freguesia portuguesa situada en el municipio de Tabuaço. Según el censo de 2021, tiene una población de 301 habitantes.